# 8156 Tsukada
8156 Tsukada este un asteroid din centura principală de asteroizi.

## Descriere
8156 Tsukada este un asteroid din centura principală de asteroizi. A fost descoperit pe 13 octombrie 1988 la Kitami de Kin Endate și Kazuro Watanabe. El prezintă o orbită caracterizată de o semiaxă mare de 2,70 ua, o excentricitate de 0,10 și o înclinație de 3,4° în raport cu ecliptica.